# Liga Gallega (La Coruña)
La Liga Gallega fue un grupo político regionalista liberal gallego fundado en 1897 en La Coruña, presidido por Manuel Murguía y dirigido por un comité integrado por Manuel Lugrís Freire, Eugenio Carré Aldao y Salvador Golpe que en 1898 redactaron sus estatutos, íntegramente en gallego. Waldo Álvarez Insua fue el presidente en 1899. Después de 1900 tuvo escasa actividad, aunque sobrevivió hasta 1907.
- Datos: Q3398554